# منصة خرائط بينغ
منصة خرائط بينغ (المعروف سابقًا باسم Microsoft Virtual Earth) هو نظام أساسي لرسم الخرائط الجغرافية المكانية تم إنتاجه بواسطة مايكروسوفت. فهو يسمح للمطورين بإنشاء تطبيقات تقوم بطبقة البيانات ذات الصلة بالموقع أعلى صور الخرائط المرخصة. تتضمن الصور عينات تم التقاطها بواسطة أجهزة استشعار الأقمار الصناعية، والكاميرات الجوية (بما في ذلك الصور الجوية المائلة بزاوية 45 درجة "عين الطير" المرخصة من شركة Pictometry International)، وصور الشوارع، ونماذج المدن والتضاريس ثلاثية الأبعاد.